# Ithomia agnosia
Ithomia agnosia är en fjärilsart som beskrevs av William Chapman Hewitson 1854. Ithomia agnosia ingår i släktet Ithomia och familjen praktfjärilar. Inga underarter finns listade i Catalogue of Life.

## Bildgalleri

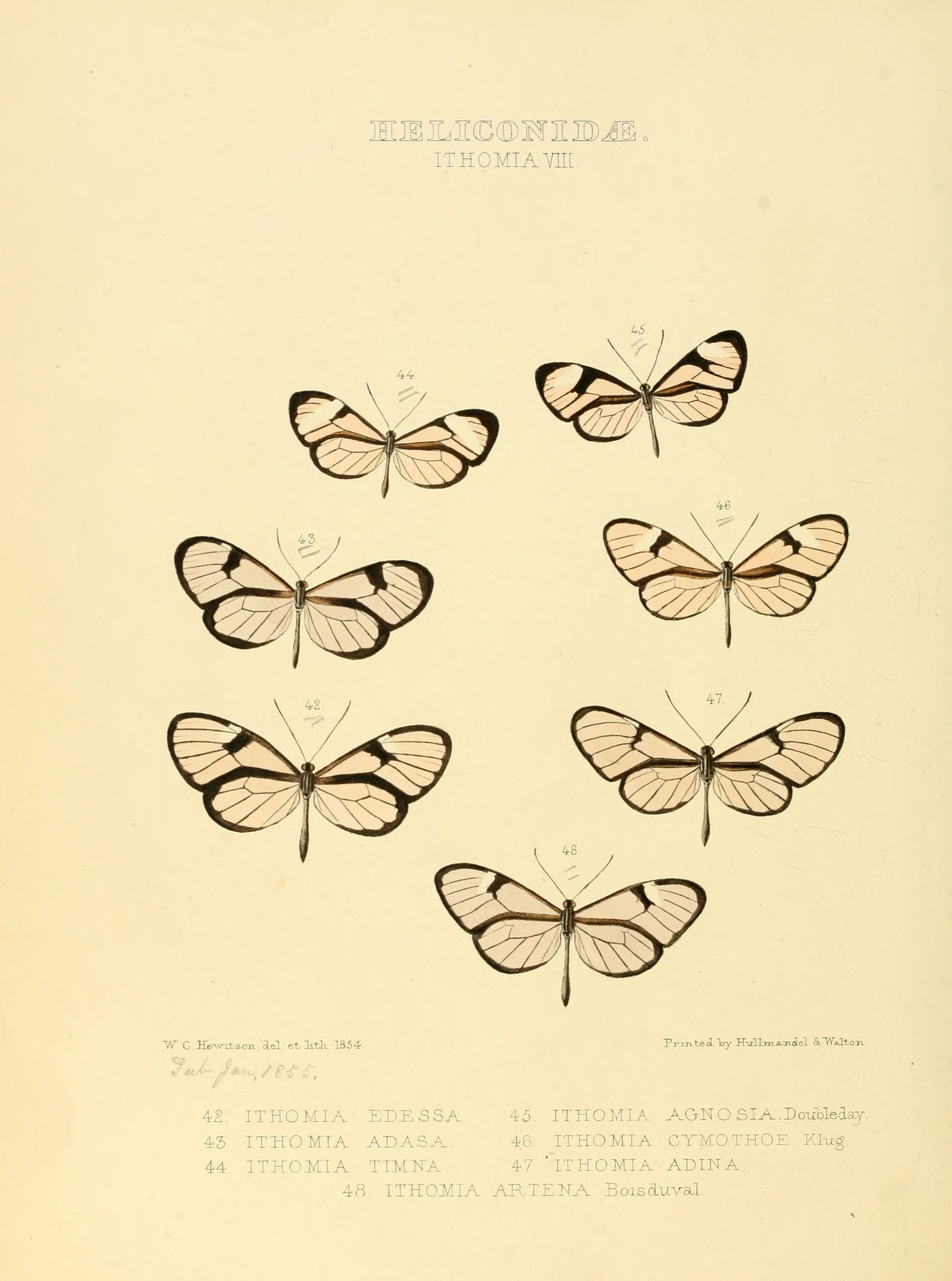